# Catedral de Santa Sofía (Nicosia)
La Catedral de Santa Sofía (en griego: Καθεδρικός ναός Αγίας Σοφίας) es una catedral gótica, hoy en día convertida en mezquita con el nombre de Mezquita Selimiye (en turco: Selimiye Camii), localizada en Nicosia del Norte, bajo el control de la república Turca del Norte de Chipre.
Es la principal mezquita de la ciudad, y se asienta en el edificio que fue la mayor catedral católica de la isla de Chipre, construida a su vez a partir de una pequeña iglesia.
Actualmente, la mezquita tiene una capacidad para 2500 fieles con 1750 m² disponibles para el culto musulmán.

## Historia

### Primera iglesia bizantina
El nombre de la catedral se deriva de Ayia Sophia, que significa "Santa Sabiduría" en griego. De acuerdo con Kevork K. Keshishian, la advocación de la catedral de Santa Sofía es un remanente de la antigua iglesia bizantina, que ocupaba el mismo lugar.

## Galería de imágenes

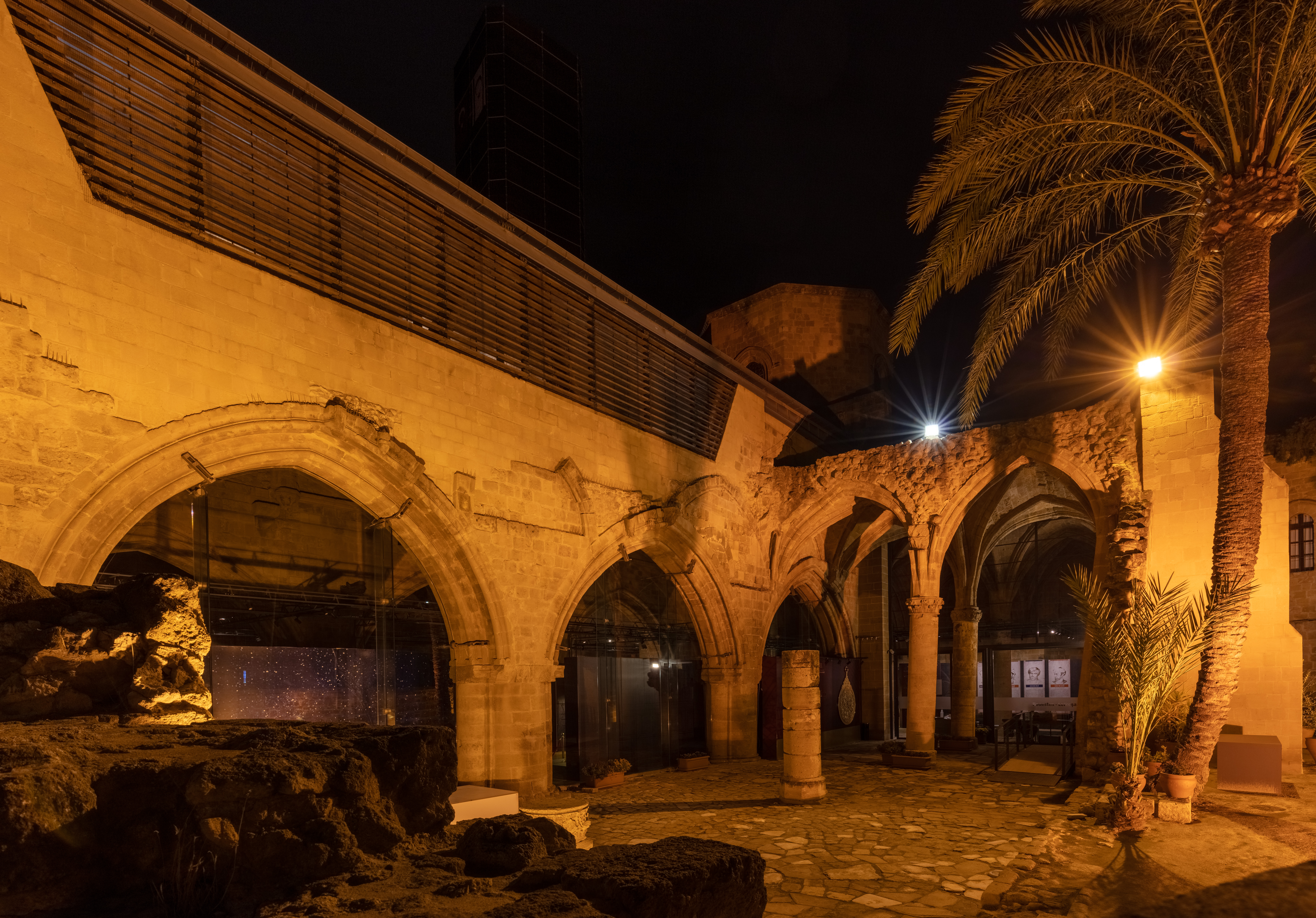
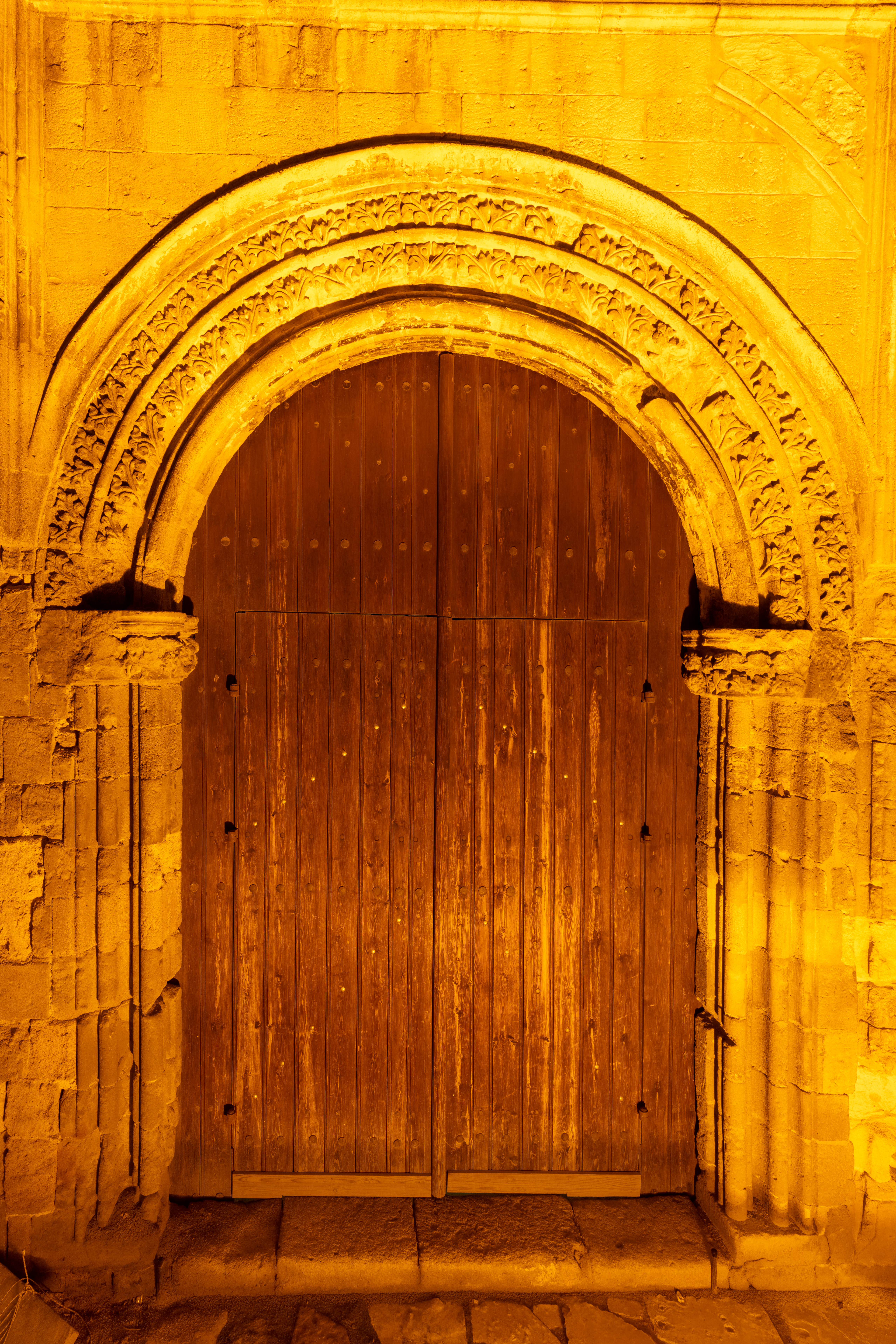
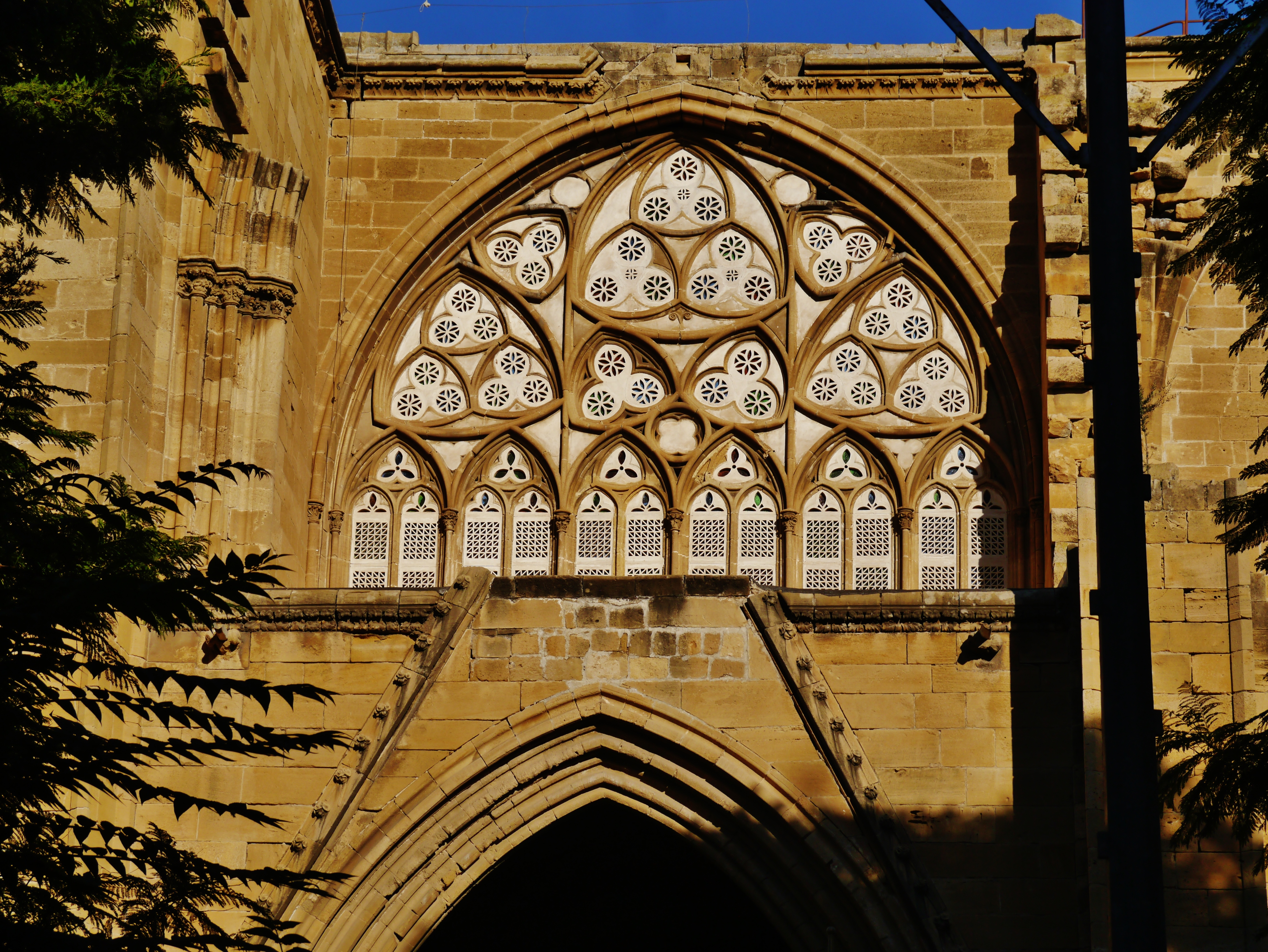
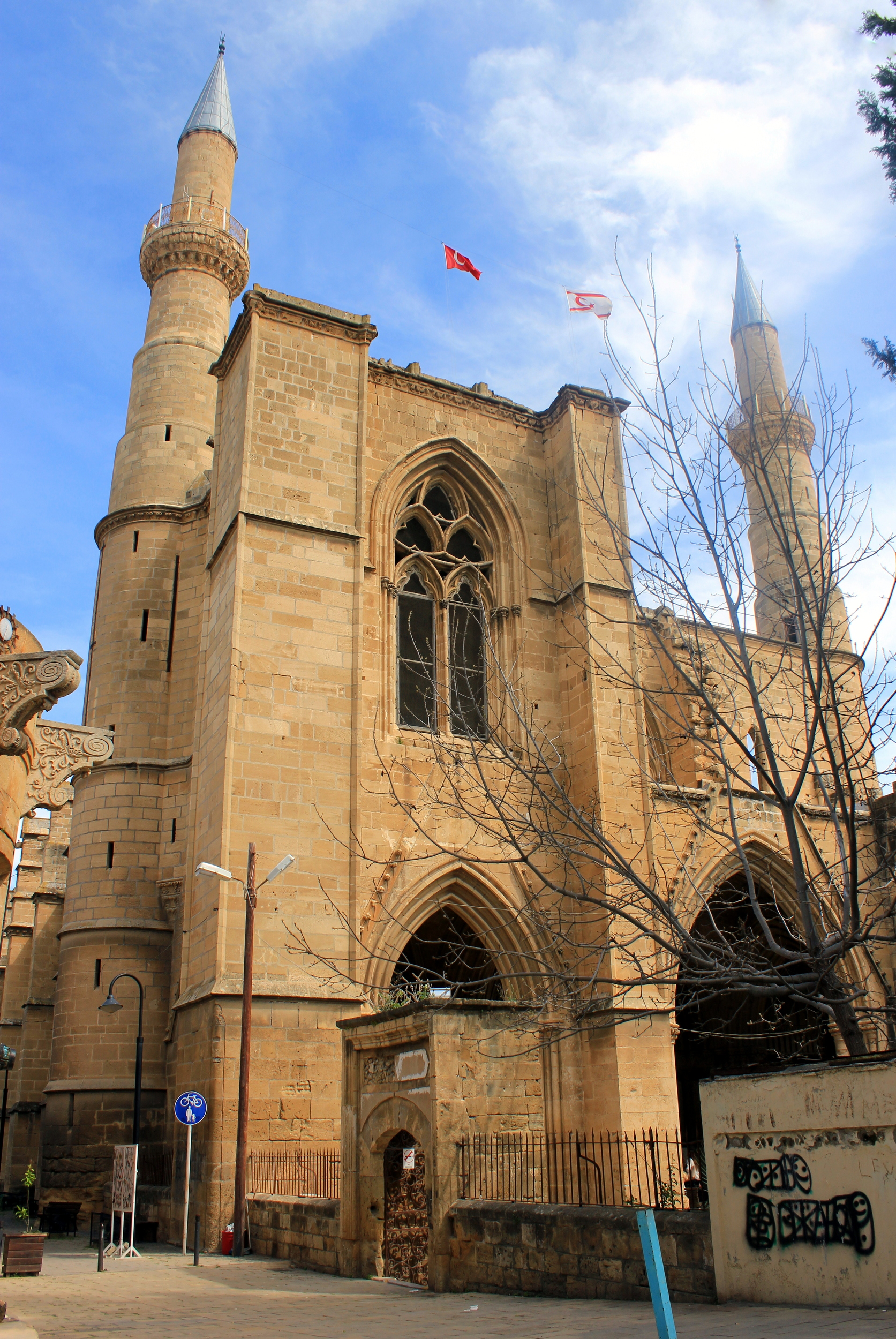
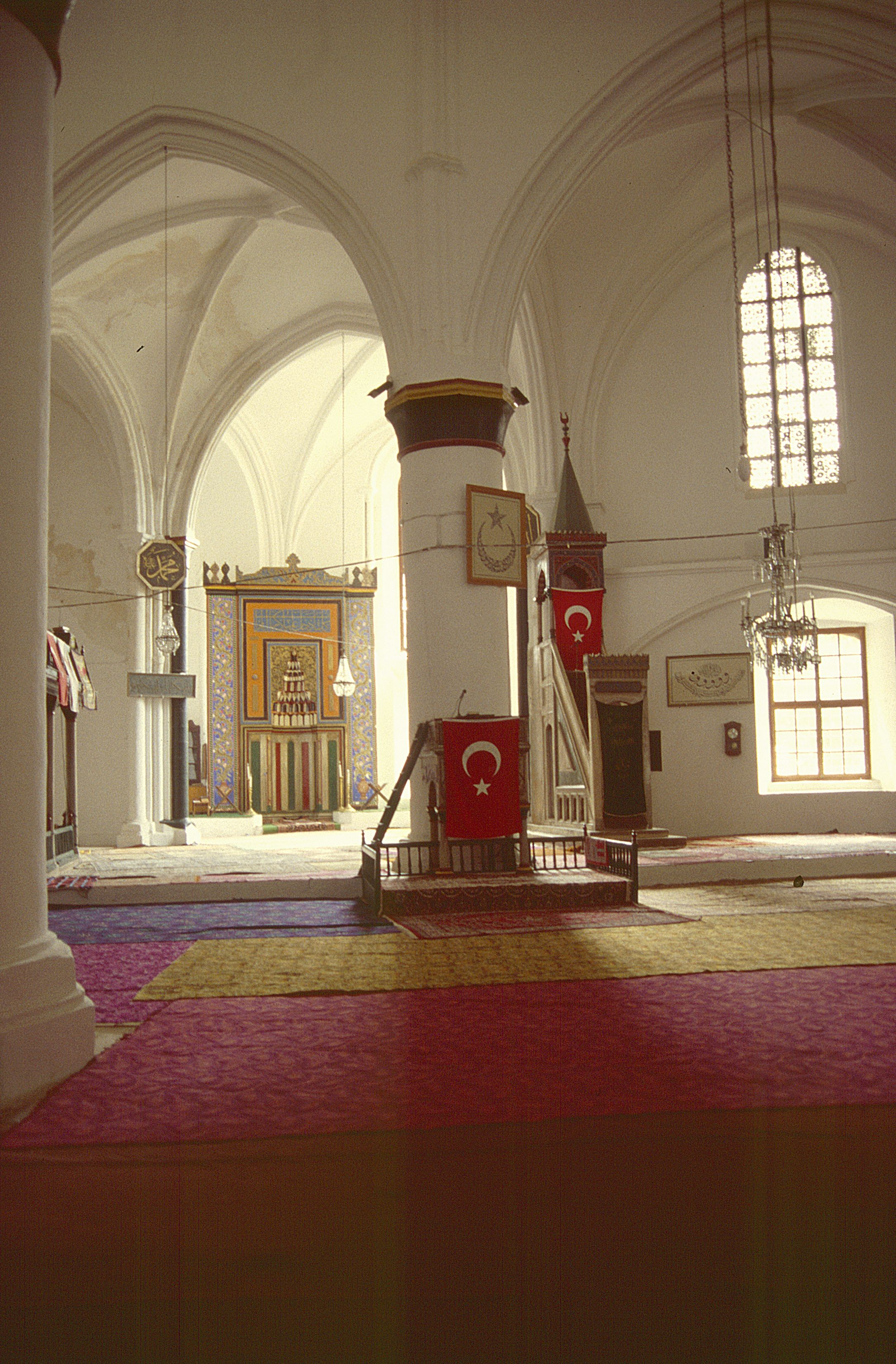

- Datos: Q1476251
- Multimedia: Selimiye Mosque (former St. Sophie Cathedral) / Q1476251